# كريم دباح
كريم دباح (أبو أشرف؛ 21 أبريل 1937 - 9 فبراير 2021) هو فنانٌ تشكيليٌ فلسطيني، يُعد أحد أعمدة الفن التشكيلي في فلسطين. عمل كريم محاضرًا للفنون التشكيلية في عددٍ من الجامعات الفلسطينية، كما أسس جمعية ناجي العلي للفنون عام 1988.

## حياته
وُلد كريم قسطندي دباح في حي القطمون غرب القدس بتاريخ 21 أبريل (نيسان) 1937 ميلاديًا، وقرر والده في عام 1944 الانتقال من حي القطمون إلى رام الله، فدرس كريم في مدرسة رام الله الابتدائية، ثم انتقل في بداية خمسينات القرن العشرين إلى الكلية الأهلية لاستكمال دراسته الإعدادية، وذلك بعد إغلاق المدارس بسبب النكبة.
كان مهتمًا بالسياسة، اعتُقل في بداية مسيرته السياسة من قبل وحدات البادية في الجيش الأردني، حيث وضع في سجن الجفر، فالتقى بالسجن مع عددٍ من أعضاء الحزب الشيوعي، من ضمنهم الأمين العام للحزب فؤاد نصار. أُفرج عن كريم عام 1957، وذلك عندما أصدر الملك الأردني بالإفراج عن كل الطلبة الثانويين المعتقلين في الجفر وباقي سجون الأردن، ثم عاد إلى رام الله. انضم إلى الحزب الشيوعي الأردني، وأصبح قياديًا في الحزب الشيوعي الفلسطيني منذ إعادة تأسيسه في عام 1982.
سافر إلى الكويت في بداية ستينات القرن العشرين، وعمل في مجال النفط، وذلك قبل أن يحصل على بعثة سوفياتية لدراسة فن طَرقْ النحاس وأشغاله الفنية. لذلك غادر الكويت عام 1968 وتوجه مباشرة إلى جامعة موسكو الحكومية، حيث درس اللغة الروسية، ثم أكمل خمس سنوات متخصصًا في الفنون التشكيلية، وتعلم فنون الرسم بالزيت والنحت وطبعات الفن التشكيلي، وحاز على شهادة الماجستير في الأشغال الفنية اليدوية والسيراميك.
عاد إلى فلسطين عام 1973 والتحق محاضرًا للفنون التشكيلية في كلية النجاح الوطنية، ثم انتخب عضوًا في الهيئة الإدارية لرابطة الفنانيين التشكيليين عام 1974، غادر الرابطة فيما بعد وشكّل جمعية ناجي العلي للفنون عام 1988. عمل أيضًا محاضرًا للفنون التشكيلية في جامعة بيرزيت، ثم أسس دائرة الفنون في جامعة القدس عام 2010. عمل بعدها لمدة عامين في جامعة القدس المفتوحة، ثم قرر التقاعد عام 2014 والتفرغ للفن التشكيلية والمشاركة في معارض جماعية.
شارك كريم في عددٍ من المعارض الفنية الشخصية والجماعية، كان أبرزها معرض عودة وبدايات عام 2014 في مدينة رام الله وعرض خلالها 27 لوحة فنية كان أبرزها ملصق للشهيد الفتى محمد أبو خضير، وكذلك ملصقات تُحاكي إضراب الأسرى عن الطعام ووقوف أبناء شعبنا مهم ضد عنجهية الاحتلال الإسرائيلي.

## وفاته
تُوفي في رام الله بتاريخ 9 فبراير (شباط) 2021 ميلاديًا الموافق 27 جمادى الآخرة 1442 هجريًا، عن عمرٍ ناهز 84 عامًا. دُفن يوم 10 فبراير 2021 في مقبرة رام الله الجديدة. نعته وزارة الثقافة الفلسطينية في بيانًا لها «إن فلسطين خسرت أحد أبرز قامات وأعمدة الفن التشكيلي وأهم فنانيها الكبار الذين أغنوا الثقافة الوطنية والفن الفلسطيني» وأضافت أنَّ كريم دباح شارك «في عدة معارض فنية شخصية وجماعية تحاكي ما يتعرض له الفلسطينيون من اعتداءات الاحتلال من قتل وتدمير واعتقال».
أُقيم له جناز الثالث والسابع يوم 12 فبراير (شباط) 2021 في كنيسة تجلي الرب للروم الأرثوذكس بمدينة رام الله.